# Antonin Magne

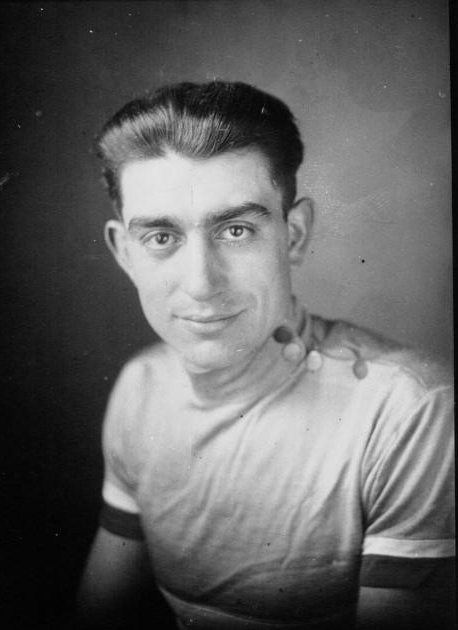
Antonin Magne (1931)

Antonin Magne (* 15. Februar 1904 in Ytrac; † 8. September 1983 in Arcachon) war ein französischer Radrennfahrer und Sportlicher Leiter.

## Kindheit und Jugend
Antonin Magne wurde auf dem Bauernhof seiner Großeltern in der Auvergne geboren, die hauptsächlich Milchkühe hielten. Später pachtete Magnes Vater einen eigenen kleinen Hof in Livry-Gargan, von wo aus er Milch nach Paris lieferte, u. a. an die Molkerei „Vacherie de l'Espérance“ der Familie Pélissier, deren drei Söhne ebenfalls erfolgreiche Radrennfahrer und Konkurrenten von Antonin Magne wurden. Der Sohn fand Gefallen am Radsport, als er Milch mit dem Fahrrad auslieferte. Auch sein jüngerer Bruder Pierre wurde später Radrennfahrer und platzierte sich dreimal unter die ersten Zehn der „Tour de France“.

## Radsport-Erfolge
Antonin Magne gilt als einer der erfolgreichsten Radrennfahrer seiner Ära. Neben den seinen zwei Tour-de-France-Siegen 1931 und 1934 sind vor allem sein Sieg bei den Weltmeisterschaften 1936 und seine beiden Siege bei Paris–Limoges 1927 und 1929 hervorzuheben. Nach seinem WM-Sieg veröffentlichte die französische Radsportzeitung L’Auto eine Sammlung mit Unterschriften von 150.000 Fans, die Magne gratulierten. Zudem erhielt er die französische „Goldene Staatsmedaille“.
1934 gewann Magne das erste Einzelzeitfahren in der Geschichte der Tour de France. Er konnte insgesamt zehn Etappen der Tour de France gewinnen.
Mit Beginn des Zweiten Weltkriegs endete seine Radsport-Karriere.

## Nach dem Radsport
Nach dem Tod des Vaters im Jahr 1940, der mit einem Pferdegespann auf eine Mine gefahren war, übernahm Magne dessen Hof und unterstützte die „Résistance“ mit Milchlieferungen. Nach der Befreiung von der deutschen Besatzung wurde Magne Präsident des Pariser Molkereiverbandes sowie Sportdirektor des Mercier-Radsportteams. Er betreute Fahrer wie Louison Bobet, Rik Van Steenbergen, Raymond Poulidor, Guy Lapébie und Henry Anglade. Den elterlichen Hof führte Pierre Magne nach seiner Rückkehr aus der Kriegsgefangenschaft, in die er 1940 geraten war.
Magne galt als verschlossener und kluger Mann, weshalb er auch „Tonin le Sage“ (Tonin der Weise) genannt wurde. 1962 wurde er zum Ritter der französischen Ehrenlegion ernannt. Bis zu seinem Tode stand er der kommunistischen Partei Frankreichs nahe.
2004 führte zu seinen Ehren die letzte Etappe der Tour de France nach Paris durch seinen Heimatort Livry-Gargan.

## Tour-de-France-Platzierungen
| Grand Tour         | 1927 | 1928 | 1929 | 1930 | 1931 | 1932 | 1933 | 1934 | 1935 | 1936 | 1937 | 1938 |
| ------------------ | ---- | ---- | ---- | ---- | ---- | ---- | ---- | ---- | ---- | ---- | ---- | ---- |
| Tour de FranceTour | 6    | 6    | 7    | 3    | 1    | –    | 8    | 1    | DNF  | 2    | –    | 8    |

## Werke
- mit François Terbeen: Antonin Magne. Les épisodes de sa vie et de sa carrière commentés par lui-même jusqu'en 1939. Pac, Paris 1984, ISBN 2-782853-362269.
- mit François Terbeen: Poulidor et moi. Del Duca, Paris 1968.